# Willi Arens
Wilhelm Friedrich „Willi“ Arens (* 2. Juni 1937 in Freckenhorst; † 5. Januar 2011 in Hannover) war ein deutscher Politiker. Als Abgeordneter der SPD gehörte er während der 7. bis 10. Wahlperiode dem Niedersächsischen Landtag an. Arens war von 1990 bis 1998 zudem letzter Bundesvorsitzender der damaligen Gewerkschaft Textil-Bekleidung.

## Leben
Arens besuchte zunächst die Volksschule und absolvierte eine Lehre als Weber. In seinem Ausbildungsberuf arbeitete er bis 1962.
Nach dem Besuch verschiedener Gewerkschaftsschulen zwischen 1962 und 1963 absolvierte er den Studiengang an der Akademie der Arbeit in Frankfurt. Als Assistent an der Gewerkschaftsschule war er in Oberursel tätig und arbeitete seit 1964 als Gewerkschaftssekretär bei der Gewerkschaft Textil-Bekleidung in Nordhorn, später übernahm er die Leitung dieser regionalen Geschäftsstelle. Arens wurde 1985 zum Geschäftsführenden Vorstandsmitglied gewählt und übernahm die Zuständigkeit für den Betriebsräte und Vertrauensleutebereich. 1990 wählte ihn der Gewerkschaftstag als Nachfolger von Berthold Keller zum Vorsitzenden der Organisation, im Jahr 1994 erfolgte seine Wiederwahl.
Arens war seit 1961 Mitglied der SPD und wurde im Jahr 1967 Unterbezirksvorsitzender der SPD im Landkreis Grafschaft Bentheim. Später wurde er stellvertretender Vorsitzender des SPD-Bezirks Weser-Ems. Aufgrund seines parteipolitischen Engagements, das das Bild der Partei in der Grafschaft Bentheim maßgeblich prägte, wurde er zum Ehrenmitglied ernannt. Zwischen 1968 und 1974 war er Kreistagsabgeordneter des Landkreises Grafschaft Bentheim, ab 1970 zudem Vorsitzender der SPD-Kreistagsfraktion.
Arens war Mitglied des Niedersächsischen Landtages der 7. bis 10. Wahlperiode vom 21. Juni 1970 bis zum 20. Juni 1986. Eine Unterbrechung ergab sich allerdings in der 8. Wahlperiode: Sein Landeslistenmandat war ihm nur knapp zugefallen. Durch eine komplette Nachzählung der Landtagswahl wurden jedoch einige Wahlfehler festgestellt. Im Ergebnis musste der Landtag ihm das Mandat durch Beschluss vom 26. Februar 1975 aberkennen. Stattdessen fiel es dem CDU-Politiker Carl-Edzard Schelten-Peterssen zu. Daraufhin verzichtete jedoch Alfred Kubel (SPD) am 2. April 1975 auf sein Landtagsmandat, und Arens rückte für ihn in den Landtag nach.

## Leistungen
Als Vorsitzender der Gewerkschaft Textil-Bekleidung stand für Arens als erste Aufgabe der Aufbau der Gewerkschaft Textil-Bekleidung in den neuen Bundesländern an. Dabei hatte die Gewerkschaft Textil-Bekleidung mit dem nahezu völligen Zusammenbruch der ostdeutschen Textil- und Bekleidungsindustrie zu kämpfen. Ab 1993 geriet auch die westdeutsche Textil- und Bekleidungsindustrie in eine schwere Krise. Im Kampf um die Sicherheit der Arbeitsplätze in der Textil- und Bekleidungsindustrie machte Arens immer wieder Druck auf die Politik, um die Branchen vor unfairer Auslandskonkurrenz zu schützen. Arens initiierte 1993 eine nationale Textil- und Bekleidungskonferenz, an der neben Gewerkschafterinnen und Gewerkschafter auch Unternehmer und Vertreter der Politik teilnahmen. Nachdem angesichts der krisengeschütterten Branchen gerieten die Tarifverträge unter Druck, 1994 lösten sich gar die bayerischen Arbeitgeberverbände auf, um der Tarifbindung zu entfliehen. Um die Flächentarifverträge zu stabilisieren, griff Arens die Idee des von Klaus Zwickel und der IG Metall vorgeschlagenen Bündnisses für Arbeit auf. 1996 vereinbarte er mit den Spitzen der Arbeitgeberverbände Gesamttextil und Bundesvereinigung der Bekleidungsindustrie das "Bündnis für Beschäftigung und Ausbildung", das erstmals in dieser Form flexible Instrumente in einem Flächentarifvertrag enthielt. Trotzdem gelang es nicht, die weitere Arbeitsplatzverlagerung der Textilbranchen in sogenannte Billiglohnländer zu stoppen, was auch erhebliche Auswirkungen auf den Mitgliederstand der Gewerkschaft hatte. Deshalb leitete Arens die Integration der Gewerkschaft Textil-Bekleidung in die IG Metall ein. 1998 löste sich die Gewerkschaft Textil-Bekleidung schließlich auf. Arens war danach noch als ehrenamtliches Vorstandsmitglied der IG Metall Rheine tätig.